# 客間喜劇
客間喜劇（きゃくまきげき、drawing room comedy）とは高級喜劇の一種で、場面が客間だけで構成されているものである。風俗喜劇と同様に、上流階級の気取った振る舞い、倫理観（倫理観の乱れ）、俗物性などを皮肉る。また17世紀のイギリスの王政復古期喜劇と同様に、劇中の登場人物感の台詞のやりとりはウィットに富んだユーモラスなものであると同時に活劇性は低い。